# Gussago
Gussago – miejscowość i gmina we Włoszech, w regionie Lombardia, w prowincji Brescia.
Według danych na rok 2004 gminę zamieszkiwało 14 380 osób, 575,2 os./km².